# François Bédarida
François Bédarida (1926-2001) foi um historiador francês especialista na área de História Contemporânea, com ênfase em seus estudos sobre sociedades burguesas e a França no século XX. 

## Carreira Acadêmica
Foi membro do Comitê de História da Segunda Guerra Mundial da França, grupo que acabou por fundar em 1978 o Instituto de História do Tempo Presente (IHTP), o qual veio a ser seu primeiro diretor. Esse Instituto, ligado ao Centro Nacional de Pesquisa Científica (CNRS), foi definido por Bédarida como a "nova oficina de Clio" por seu caráter renovador no campo da historiografia e por compreender as relações entre passado e presente de maneira fluida, observando as permanências e rupturas. Como diretor do IHTP contribui constantemente para a consolidação dos estudos na área de História do Tempo Presente na França, em especial no que se referiu ao regime de Vichy, tendo ele mesmo sido também testemunha desse contexto. Também foi organizador de periódicos e autor de obras sobre a área, além de influenciar uma série de historiadores franceses como Henry Rousso.

## Principais obras publicadas

### Na França
- 1974: La Grande-Bretagne - L'Angleterre triomphante (1832-1914)
- 1989: La Politique nazie d'extermination
- 1990: La Société anglaise du milieu du xixe siècle à nos jours (1851-1975)
- 1991: Le Nazisme et le génocide – Histoire et enjeux
- 1992: Le Nazisme et le génocide – Histoire et témoignage
- 1995: L'Histoire et le métier d'historien en France 1945-1995
- 1999: Churchill
- 2003: Histoire, critique et responsabilité (coll. Histoire du temps présent)

### No Brasil
- 2011: Churchill